# In God We Trust

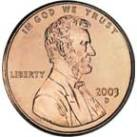
La devise « In God We Trust », sur une pièce de un cent des États-Unis datant de 2003

« In God We Trust » (que l'on peut traduire par « En Dieu nous croyons »[réf. obsolète] ou « Nous avons confiance / foi en Dieu ») est la devise nationale officielle des États-Unis depuis son adoption par une loi votée par le Congrès en 1956. « E pluribus unum » (en latin : « De plusieurs, un »), qui était jusqu'alors la devise de facto et qui apparait sur le grand sceau des États-Unis, l'emblème usuel du pays, reste toujours employé. « In God We Trust » figure sur tous les billets et sur toutes les pièces de monnaie américaines, mais cette présence ne s'est généralisée que de manière assez récente.
C'est également la devise de l'État de Floride, et elle est inscrite sur le drapeau de l'État du Mississippi depuis 2021.

## Histoire
Dans The Star-Spangled Banner, écrit en 1814 par Francis Scott Key, mais qui n'a été adopté comme hymne officiel qu'en 1931, le dernier vers dit : « And this be our motto: “In God is our trust” » (« Et ceci sera notre devise : “En Dieu est notre confiance" »). 
Il semble que la montée du sentiment religieux, qui aboutit au choix d'une telle devise, prenne son origine dans le traumatisme de la guerre de Sécession. C'est à cette époque que Salmon P. Chase, secrétaire au Trésor, a reçu un grand nombre de lettres de personnes très pieuses réclamant que le nom de Dieu figure sur les monnaies de l'Union. Il écrit à son tour en 1861 à James Pollock, directeur de l'United States Mint à Philadelphie (qui frappe les monnaies), pour lui demander de trouver une devise pieuse à apposer aux pièces de monnaie américaines :
« Dear Sir: No nation can be strong except in the strength of God, or safe except in His defense. The trust of our people in God should be declared on our national coins »
« Cher Monsieur : Aucune nation ne peut être forte hormis dans la force de Dieu, ni sûre sauf en Sa protection. La croyance en Dieu de nos citoyens devrait être déclarée sur nos pièces nationales. »
En 1863, James Pollock soumet à Salmon P. Chase plusieurs propositions de devises, mais c'est Chase qui trouvera la phrase définitive : « In God We Trust ».
Après l'accord du Congrès, la devise apparaît pour la première fois sur la pièce de 2 cents frappée en 1864. Cela s'étendra à plusieurs autres types de pièces, mais pas de manière systématique et continue. Par exemple, de 1883 à 1938, la formule disparaît des pièces de 5 cents et est oubliée sur de nombreuses autres. Depuis 1938, toutes les pièces de monnaie américaines portent l'inscription « In God We Trust ».
Ce n'est qu'en 1956 que le Congrès américain vote une loi (approuvée par le Président le 30 juillet de la même année) faisant de « In God We Trust » l'une des devises nationales qui, à ce titre, apparaîtront par la suite sur toutes les monnaies à partir de 1956 et sur l'ensemble des billets de banque à partir de 1964-1966, au verso.
Les États-Unis ne sont pas le seul pays à mentionner Dieu dans un tel contexte : « God zij met ons » (« Dieu soit avec nous ») est une des devises des Pays-Bas.